# 胡湘林
胡湘林（1857年—1925年），字葵甫，號再蘧，江西新建（今江西省南昌市）人，清朝政治人物、進士出身。

## 生平
光緒元年，鄉試中舉。光緒三年，登進士；同年五月，改翰林院庶吉士。光绪六年四月，散館后，授翰林院編修。光緒十年，任國史館協修。光緒十五年，改武英殿協修。光緒二十年，任國史館纂修。光緒二十一年，任功臣館纂修、武英殿總纂。光緒二十二年，任武英殿提調。光緒二十四年，任陝西同州府知府。光緒二十五年，署西安府知府。次年，任陝西延榆綏道。光緒二十八年，改冀寧道，后署山西按察使。光緒二十九年，署山西布政使、湖南按察使、廣西布政使、廣東布政使。宣統元年，護理兩廣總督。